# Dårskapens marknad
Dårskapens marknad (engelska: Idiot's Delight) är en amerikansk dramakomedifilm från 1939 i regi av Clarence Brown. Robert E. Sherwood adapterade sin egen Pulitzerprisbelönade pjäs med samma namn från 1936 för filmen. I huvudrollerna ses Clark Gable och Norma Shearer. Även om det inte är någon musikal, är den noterbar som den enda film där Gable sjunger och dansar, då han framför "Puttin' On the Ritz" av Irving Berlin.

## Rollista i urval
- Norma Shearer - Irene
- Clark Gable - Harry Van
- Edward Arnold - Achille Weber
- Charles Coburn - Dr. Waldersee
- Joseph Schildkraut - kapten Kirvline
- Burgess Meredith - Quillery
- Laura Hope Crews - Madame Zuleika
- Richard "Skeets" Gallagher - Donald Navadel
- Peter Willes - Mr. Cherry
- Pat Paterson - Mrs. Cherry
- William Edmunds - Dumptsy
- Fritz Feld - Pittatek
- Virginia Grey - Shirley
- Virginia Dale - Francine
- Paula Stone - Beulah
- Bernadene Hayes - Edna
- Joan Marsh - Elaine
- Lorraine Krueger - BeBe